# Fabian Schiller
Fabian Schiller (ur. 24 maja 1997) – niemiecki kierowca wyścigowy.

## Życiorys

### Początki kariery
Schiller rozpoczął karierę w jednomiejscowych samochodach wyścigowych w 2012 roku od startów w Formule BMW Talent Cup. Z dorobkiem 22 punktów został sklasyfikowany na siódmym miejscu w klasyfikacji generalnej.

### ADAC Formel Masters
W 2013 roku Niemiec dołączył do stawki ADAC Formel Masters, gdzie odniósł jedno zwycięstwo. Uzbierał łącznie 82 punkty, co dało mu jedenaste miejsce w końcowej klasyfikacji kierowców. Rok później na podium stawał trzykrotnie, a dwukrotnie na jego najwyższym stopniu. Uzbierane 154 punkty dały mu ósmą pozycję.

## Wyniki

### Podsumowanie
| Sezon | Seria                            | Zespół                             | Wyścigi | Zwycięstwa | PP | NO | Podium | Punkty | Pozycja |
| ----- | -------------------------------- | ---------------------------------- | ------- | ---------- | -- | -- | ------ | ------ | ------- |
| 2012  | Formuła BMW Talent Cup           |                                    |         |            |    |    |        | 22     | 7       |
| 2013  | ADAC Formel Masters              | Schiller/G&J Motorsport            | 24      | 1          | 0  | 0  | 1      | 82     | 11      |
| 2014  | Euroformula Open                 | Team West-Tec                      | 1       | 0          | 0  | 0  | 0      | 0      | NS†     |
| 2014  | ADAC Formel Masters              | Schiller Motorsport                | 24      | 2          | 0  | 0  | 3      | 154    | 8       |
| 2015  | Europejska Formuła 3             | Team West-Tec                      | 24      | 0          | 0  | 0  | 0      | 2      | 25      |
| 2016  | Renault Sport Trophy – AM        | Team Estrella Galicia 0,0 Marc VDS | 6       | 4          | 4  | 2  | 5      | 178    | 1       |
| 2016  | Renault Sport Trophy – Endurance | Team Estrella Galicia 0,0 Marc VDS | 6       | 2          | 1  | 0  | 4      | 87     | 1       |
| 2016  | VLN Endurance – SP9              | HTP Motorsport                     | 2       | 0          | 0  | 0  | 0      | 0      | NS      |
| 2016  | 24h Nürburgring – SP7            |                                    | 1       | 0          | 0  | 0  | 0      | N/A    | NS      |

† – Schiller nie był zaliczany do klasyfikacji.